# Les Ormes-sur-Voulzie
Les Ormes-sur-Voulzie település Franciaországban, Seine-et-Marne megyében. Lakosainak száma 862 fő (2022. január 1.). Les Ormes-sur-Voulzie Chalmaison, Everly, Jutigny, Luisetaines, Mouy-sur-Seine, Paroy és Saint-Sauveur-lès-Bray községekkel határos.

## Népesség
A település népességének változása:
| Lakosok száma | 856  | 864  | 876  | 858  | 857  | 856  | 855  | 855  | 862  |
|               | 2013 | 2015 | 2016 | 2017 | 2018 | 2019 | 2020 | 2021 | 2022 |